# Leggi delle Indie
Le Leggi delle Indie (Leyes de Indias) costituirono il Corpo legislativo emesso dalla corona spagnola per regolare la vita politica, sociale ed economica nei suoi possedimenti coloniali delle Americhe e delle Filippine.
Comprendevano tutte le leggi, i decreti e le singole normative emanate sin dalla scoperta delle Americhe, da parte della corona o del Consiglio delle Indie, anche se la normativa più corposa fu destinata a regolare i rapporti tra i coloni e gli indigeni, tema per il quale furono compilate le leggi di Burgos nel 1512 e le leggi nuove nel 1542.

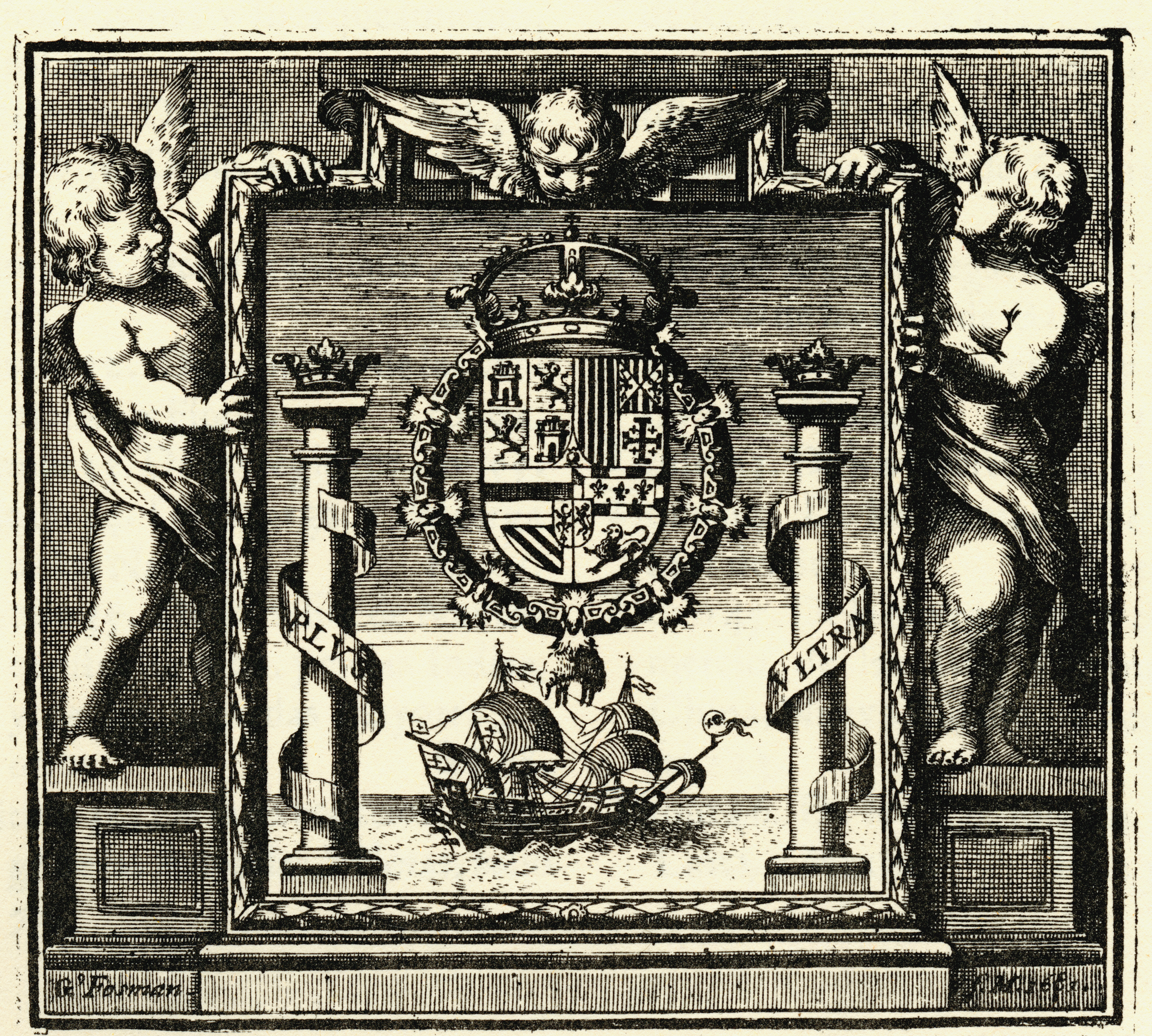
Incisione d'epoca del frontespizio delle Leyes de indias

Solo nel 1680, le norme, ormai divenute oltre 6.385, furono riunite in un testo unitario a seguito di una cedola reale del 18 maggio dello stesso anno, in cui Carlo II, delegava il Consiglio delle Indie alla ricompilazione di tutte le fonti normative esistenti in 9 libri; tale opera prese il nome di Recopilación de las Leyes de los Reynos de Indias.

## Storia
La Colonizzazione spagnola delle Americhe generò sin dalle origini forti conflitti tra le popolazioni indigene residenti ed i coloni e tra i coloni e la stessa madrepatria.
Pomo di discordia erano le condizioni degli indigeni stessi ed in particolar modo i rapporti economici all'interno del sistema dell'Encomienda e degli abusi che ne conseguivano.
Nel 1512, Ferdinando II d'Aragona, reggente per conto della figlia, Giovanna di Castiglia, emanò proprio a tale scopo le Leggi di Burgos, le quali, tuttavia, a seguito dei rapporti di Bartolomeo de Las Casas, furono riviste da Carlo I nelle Nuove Leggi, compilate nel 1542 e poi ancora nel 1552.
Sebbene non fossero risultate particolarmente gradite ai coloni, a tali leggi Filippo II aggiunse, nel 1573, le Leggi delle Scoperte, che vietavano le operazioni non autorizzate contro i nativi americani indipendenti.
Nello stesso anno Filippo II, allo scopo di garantire una normativa sicura per i coloni e per le autorità locali che intendessero creare presidi militari, missioni e pueblos istituì un testo unico, composto di 148 ordinanze, che rappresentò uno dei primi tentativi di regolare il popolamento urbano secondo un piano edificatorio efficiente ed unico per tutte le aree sottoposte al Consiglio delle Indie.
Tra le fonti della norma troviamo principalmente Vitruvio e le opere di Leon Battista Alberti.
Come già accennato, l'insieme delle norme furono riunite solo nel 1680 ad opera di Carlo II ed in seguito nella seconda metà del XVIII secolo ad opera di Carlo III e Carlo IV di Spagna (Novissima Recompilacion).
L'influenza delle Leggi delle Indie fu notevole in quanto, a seguito della conquista americana di parte delle Colonie Spagnole (La Louisiana nel 1803, Florida nel 1819 e la parte settentrionale del Messico nel corso del XIX secolo), la normativa spagnola divenne nota anche negli USA ed influenzò la Land Ordinance del 1785 la quale istituì il comune.

## Cedola Reale di Carlo II
La cedola reale è composta da 330 pagine, promulgata il 1 novembre 1681:
Por mandato del Rey nuestro Señor.

Don Francisco Fernández de Madrigal.»
Per mandato del Re nostro Signore.

Don Francisco Fernández de Madrigal.»
(Carlo II)

## Composizione
Sono divisi in 9 libri in cui vengono discussi i seguenti argomenti:
- Libro 1: Si riferisce a questioni religiose, come il patrocinio reale, l'organizzazione della Chiesa, la cultura e l'insegnamento.
- Libro 2: Tratta la struttura del governo indiano con particolare riferimento alle funzioni e alle competenze del Consiglio delle Indie e del pubblico.
- Libro 3: riassume i doveri, le competenze, le attribuzioni e le funzioni di viceré, governatori e militari.
- Libro 4: Riguarda la scoperta e la conquista territoriale. Stabilisce le norme per la popolazione, la distribuzione della terra, i lavori pubblici e l'estrazione mineraria.
- Libro 5: Legislazione su vari aspetti del diritto pubblico, giurisdizione, funzioni, competenze e attribuzioni di sindaci, magistrati e altri funzionari minori.
- Libro 6: Si tratta della situazione delle popolazioni indigene, della loro condizione sociale, del regime delle encomiendas, dei tributi, ecc.
- Libro 7: Riassume gli aspetti legati all'azione della polizia e alla moralità pubblica.
- Libro 8: Legislazione sull'affitto e organizzazione finanziaria.
- Libro 9: Si riferisce all'organizzazione imprenditoriale indiana e ai mezzi per regolarla, con particolare riferimento alla Casa de Contratación.

## Esempi tratti dalla normativa urbanistica
- Questi [coloni] che vogliano fare un impegno per la costruzione di un nuovo insediamento nella forma e secondo le modalità già previste, sia esso più o meno di 30 vecinos[5], (conoscano che) non dovrebbero essere non meno di dodici persone e ottengano autorizzazione e territorio nel rispetto delle condizioni prescritte.
- Dopo aver fatto la scelta del sito su cui bisogna edificare la città, è necessario, come già detto, [che questa sia situata] in una posizione sopraelevata e sana, con mezzi di fortificazione, terreno fertile e terra per agricoltura e pastorizia, abbia carburante, legno e risorse, acqua dolce, popolazione nativa, facilità di trasporto, l'accesso e l'uscita, [e che sia] esposta al vento del nord, e se sulla costa, si prestino ulteriori considerazioni alla qualità del porto e che il mare non si trova più a sud o ovest, e, se possibile, non in prossimità di lagune o paludi in cui vivano animali velenosi e vi sia aria inquinata e acqua marcia.
- Essi [coloni] cercheranno, per quanto possibile, di mantenere gli edifici tutti dello stesso tipo per il bene della bellezza della città.
- All'interno della città sia delimitato uno spazio comune abbastanza grande affinché, qualora la popolazione sia soggetta una rapida espansione, vi sia sempre uno spazio sufficiente in cui le persone possano ristorarsi andare e portare il loro bestiame al pascolo senza fare eventuali danni.
- Il sito e l'edificio di macelli, pescherie, concerie, e altre attività che producono sporcizia deve essere posizionato in modo che la sporcizia possa essere facilmente smaltita.

Tali regole, incluse nel libro IV della Recompilacion del 1680, derivano da 148 ordinanze poste dalla corona allo scopo di regolare in forma completa l'edificazione cittadina sia in Spagna sia nell'Impero coloniale.
Oltre agli esempi citati, nelle ordinanze sono inclusi forti specificazioni in merito alla Plaza Mayor (piazza principale), alle sue dimensioni, i limiti e l'obbligo di costruire da essa dodici strade dritte in una griglia rettilinea secondo la direzione dei venti prevalenti.
Altrettanto dettagliata è la normativa sanitaria che include l'obbligo di non edificare strutture sanitarie in prossimità ad edifici religiosi allo scopo di evitare contagi.